# 中央公園 (臺中市)
臺中中央公園（英文：Taichung Central Park）是位於臺灣臺中市西屯區水湳經貿園區裡的大型公園，總面積約67公頃。基地前身為水湳機場，內留有歷史建築水湳機場營舍與原日軍臺中飛行場機槍堡、老樹公園等歷史遺跡。

## 簡介
中央公園的面積由「公138（9.30公頃）、公139（48.38公頃）、公51(兼)（5.84公頃）及公兼道（3.75公頃）」組成，總面積67.27公頃。
公園的範圍與設計共變更了6次，名稱亦由中央公園改為清翠園，最後再改回中央公園。將原水湳機場土地增植8921餘株喬木，搭配原水湳空軍基地的1600餘株，全區共有1萬棵樹，達到生物多樣性的目標，其中包含約83%的原生樹種，包含珍貴的台灣闊葉五木。公園裡設置5座滯洪池，其中4座以乾式方式設計成濕地，平時為公共開放空間，汛期利用植生整治灌木，讓雨水滲入地下水層，達到保水及疏洪的目的，5座滯洪池總容量18萬755噸。

## 歷史
設計方案採國際競圖方式，由法國景觀建築師Catherine Mosbach、瑞士建築師菲利普·朗恩（Philippe Rahm）與劉培森建築師事務所組成的團隊奪得首獎。全區工程分為兩個標案進行，第一標面積約15公頃，於2014年1月22日動工；第二標約52公頃，於2014年5月底動工。
在2016年的「變更臺中市都市計畫（水湳機場原址整體開發區）細部計畫（第一次通盤檢討）案」中，將中央公園的發展定位，由細部計畫擬定之「公園內的微氣候」，經再定位後變更為「都市森林」，也取消設置可控制溫度、濕度、空氣汙染、並遍布公園的「氣候偵測機」，使中央公園失去了最初設計的一大亮點。
2018年11月3日，配合舉辦2018年臺中世界花卉博覽會開幕晚會而同步開始試營運。整體工程驗收遲至2020年7月15日才完成，正式開放。

## 交通

### 主要道路
快速公路
- 台74線：北屯一交流道

縱向
- 凱旋路
- 中科路（經貿八路以北）、經貿八路
- 經貿路

橫向
- 環中路二段
- 黎明路三段
- 經貿七路
- 河南路二段

### 大眾運輸
捷運
- 臺中機場捷運（規劃中）：308水湳轉運中心、309流行影音中心（站名皆未定，僅供參考）

客運
- 水湳轉運中心（興建中，預計2026年啟用）

市公車
- 河南停車場、家扶發展學園：28路、54路、32路、68路、199路、228路
- 黎明中科路口、黎明凱旋路口：8路、157路、529路
- 泰安國小(環中路)：156路
- 經貿路上所有站牌：525路

臺中市公共自行車
- YouBike2.0系統
  - 敦化路以北站點：港隆經貿九路口、自我體驗區(僑大八街)、觸覺體驗區(經貿五路)、敦化凱旋路口
  - 敦化路以南站點：中央公園(遊客服務中心)、中國醫藥大學水湳校區、中平經貿路口、公51停車場

## 周邊環境
- 敦化公園
- 水湳市場
- 逢甲商圈

## 活動舉辦
- 2020年12月6日，舉辦中央公園開幕嘉年華會，除了有紙風車演出外更有市集。
- 2021年起將台中跨年晚會移師至此地舉辦。
- 2023年2月4日臺中燈會在此舉辦。
- 2023年中華民國國慶煙火在此地施放。

## 外部連結
- 臺中中央公園新建工程
- 臺中中央公園－臺中觀光旅遊網 （页面存档备份，存于）